# 佐川宣寿
佐川宣壽（日语：佐川 宣寿，1957年11月6日－）是日本的財務官僚。

## 概要
是福島縣平市（現在的磐城市）出生。為東京大學文科二類入學。專業課程，為經濟学部進，專攻農業經濟學。1982年，東京大學經濟學部畢業，大藏省入省（分配處主計局總務課）。
1987年7月，高山稅務署長。1993年7月，主計局調查課長補佐。1994年7月，主計局主計官補佐（通商產業一、二係主查）。1998年7月，近畿財務局理財部長。2001年4月，鹽川財務大臣秘書事務處理。2003年9月，主計局調查課長。2004年7月，主計局主計官（外務，經濟協作，經濟產業係擔當）。2005年7月，主稅局稅制第三課長。2006年7月，主稅局稅制第二課長。2008年7月，主稅局總務課長。2013年6月28日，成為大阪國稅局長。2014年7月，國稅廳次長。在2015年7月7日時，關稅局長。2016年6月17日，理財局長。2017年7月5日，國稅廳長官（第48代）。